# Retable Colonna
Pour l’article homonyme, voir Retable Colonna (Masolino da Panicale et Masaccio).

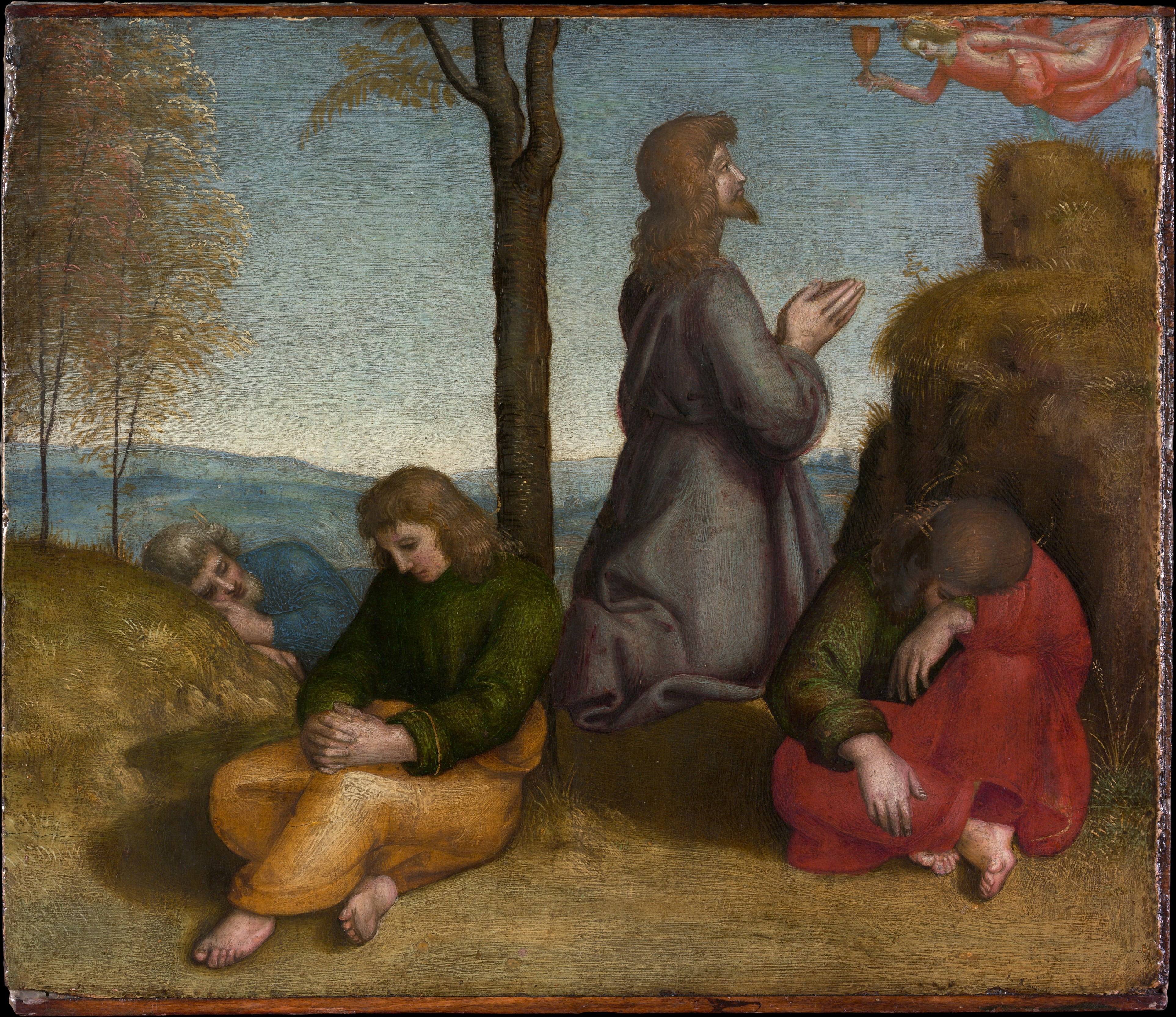
Agonie dans le jardin des oliviers.

Le Retable Colonna ou encore Vierge à l'Enfant trônant avec saints est une peinture religieuse attribuée à Raphaël dont les principaux éléments sont conservés au Metropolitan Museum of Art.

## Histoire
En l'an 1503, le jeune Raphaël de passage à Città di Castello, où il a hérité de l'atelier de son père Giovanni Santi, commence à avoir de nombreuses commandes de retables d'autres villes, en particulier de Pérouse qui à l'époque était un des centres les plus actifs artistiquement du centre de L'Italie.
Probablement en l'an 1503, les sœurs de l'église Sant'Antonio de Pérouse commissionnèrent un retable à Raphaël en lui faisant une demande explicite, celle de représenter L'Enfant Jésus habillé.
L'œuvre commencée en Ombrie, comme démontré par le style encore péruginesque du tympan, a été complétée à l'époque où l'artiste résidait à Florence, pendant ses divers retours à Pérouse aux alentours de l'an 1505.
Le panneau central représente selon l'iconographie chrétienne une Conversation sacrée, avec La Vierge Marie et l'Enfant entourée de saints (169 × 169,5 cm), surmontée d'un panneau cintré avec Dieu le Père bénissant parmi les anges (73 × 168 cm). Ces deux parties ont été cédées en 1677 à Antonio Bigazzini de Pérouse. Elles passèrent successivement dans les collections des Colonna à Rome, de François Ier des Deux-Siciles, furent transférées en Espagne où en 1901 elles furent achetées par John Pierpont Morgan qui les céda par la suite au musée américain.

## Thème
La Conversation sacrée exposée dans le panneau central, définie par l'iconographie chrétienne, montre la Vierge en majesté soit trônant entourée d'anges, est accompagnée de figures saintes et/ou des commanditaires.

## Description
La Vierge à l'Enfant est accompagnée, sur son trône architecturé à trois marches surmonté d'un baldaquin, du petit saint Jean, à ses pieds en contrapposto, les mains jointes, échangeant son regard avec Jésus assis (habillé) sur les genoux de sa mère. Deux saintes entourent ce groupe tenant chacune une palme, une à gauche qu'on reconnaîtra comme sainte Catherine d'Alexandrie avec la roue dentée de son supplice, la seconde à droite tenant un livre ; elles sont placées de chaque côté, sur fond de ciel et masquant en partie le paysage du fond de la composition, où l'on aperçoit collines proches, clocher, montagnes bleutées du lointain.
De chaque côté sur le plan du sol se dressent deux figures saintes (ils portent une auréole comme les autres personnages) portant un livre : celui de gauche regardant le spectateur, celui de droite lisant son livre ouvert.

## Analyse
La Conversation sacrée du tableau central montre une souplesse faisant penser à la période florentine de l'artiste.
Le groupe central entourant Marie trônant et la conversation évidente entre les deux jeunes enfants, est souligné par le régime monumental  avec les arguments architecturaux du trône et de son baldaquin, la présence du rideau amplifiant la sensation d'espace.
Derrière Marie, un pan de tissu, tendu verticalement et fortement décoré, renvoie à l'école vénitienne.
L'influence du Pérugin est encore fortement présente dans les poses des deux saintes avec la tête inclinée tenant chacune une palme (Catherine d'Alexandrie avec la roue de son supplice à gauche, Marguerite ou Cécile à droite, tenant un livre). Au même moment, Raphaël s'éloignait du style de son maître en amplifiant les volumes et en employant diversement les couleurs, avec plus d'intensité et une plus forte profondeur dans le sfumato.
Les saints du premier plan rappellent les œuvres de Fra Bartolomeo. Leurs regards sont particulièrement appuyés, vers le spectateur pour saint Pierre à gauche, sur son livre ouvert pour saint Jean à droite.

### Prédelle
En 1663, la prédelle a été cédée à Christine de Suède. Par la suite, après être passée dans diverses collections, elle rejoignit celles  du duc d'Orléans et fut dispersée lors de la vente.
Aujourd'hui on connaît au moins trois éléments :
- Agonie dans le jardin des oliviers, 24 × 28 cm, New York, Metropolitan Museum of Art
- Pietà, 24 × 28 cm, Boston, musée Isabella Stewart Gardner
- Chemin du calvaire, 23 × 85 cm, Londres, National Gallery

Parmi les scènes ou aux deux extrémités devaient se trouver des saints en pleine figure dont on connaît deux éléments :
- Saint François d'Assise, 24 × 16 cm, Dulwich, Dulwich Picture Gallery
- Sant Antoine de Padoue, 24 × 16 cm, Dulwich, [Dulwich Picture Gallery

Les pièces sont en mauvais état de conservation et l'attribution à Raphaël ne fait pas l'unanimité.
Il existe un troisième saint franciscain du même style et dimensions (26 × 17 cm)
à la Gemäldegalerie de Dresde, attribué à l'œuvre uniquement par Adolfo Venturi.
Reconstitution virtuelle de la prédelle du Retable Colonna.
Il existe aussi divers dessins préparatoires du tympan et des éléments de la prédelle (musée Wicar, Lille ; Ashmolean Museum, Oxford).

## Sources
- (it) Cet article est partiellement ou en totalité issu de l’article de Wikipédia en italien intitulé « Pala Colonna (Raffaello) » (voir la liste des auteurs).